# La Pellerine (Maine y Loira)
 La Pellerine  es una población y comuna francesa, en la región de Países del Loira, departamento de Maine y Loira, en el distrito de Saumur y cantón de Noyant.

## Demografía
| 247 | 226 | 165 | 156 | 143 | 135 |
| Para los censos de 1962 a 1999 la población legal corresponde a la población sin duplicidades (Fuente: INSEE [Consultar]) |     |     |     |     |     |